# Fatma Gül Güler
Fatma Gül Güler (12 de febrero de 2004) es una deportista turca que compite en golbol. Ganó dos medallas en los Juegos Paralímpicos de Verano, oro en Tokio 2020 y oro en París 2024.

## Palmarés internacional
| Juegos Paralímpicos | Juegos Paralímpicos | Juegos Paralímpicos | Juegos Paralímpicos |
| Año                 | Lugar               | Medalla             | Competición         |
| ------------------- | ------------------- | ------------------- | ------------------- |
| 2020                | Tokio (Japón)       | Medalla de oro      | Torneo femenino     |
| 2024                | París (Francia)     | Medalla de oro      | Torneo femenino     |